# Tyrannus dominicensis
Tyrannus dominicensis là một loài chim trong họ Tyrannidae.